# Museo delle miniere di mercurio del Monte Amiata
Il Museo delle miniere di mercurio del Monte Amiata è un museo situato nel centro storico di Santa Fiora (GR), all'interno del Palazzo Sforza Cesarini.

## Storia
Nato nel 1998 inizialmente come esposizione temporanea per ricordare gli anni dell'attività mineraria nella zona del Monte Amiata, è stato definitivamente inaugurato come museo permanente il 13 agosto 2002. Voluta dall'amministrazione comunale e dall'associazione "Minatori per il museo", con allestimento progettato dall'architetto Alessandra Giglioni, l'esposizione si pone come obiettivo quello di informare, testimoniare e ricordare il passato minerario del Monte Amiata, documentando con oggetti e immagini le tecniche di estrazione del mercurio, l'organizzazione del lavoro e le vicende sociali inerenti alla condizione lavorativa dei minatori. Dal 2005 è inserito nel Sistema museale Amiata grossetano e nella rete provinciale Musei di Maremma, oltre che nel parco nazionale delle miniere del Monte Amiata. A partire dal 2008 il museo si è dotato di un'ampia collezione di minerali provenienti prevalentemente dal centro Italia e soprattutto dalle provincie minerarie toscane. Dal 2010 il museo partecipa insieme all'Acquedotto del Fiora e alla Provincia di Grosseto ad un progetto di ripopolamento della peschiera con la trota macrostigma (Salmo cettii).

## Edificio
Il museo delle miniere di mercurio è allestito al piano terra del Palazzo Sforza Cesarini, in piazza Garibaldi, nei locali che un tempo ospitavano le cucine e le stanze di servizio dei nobili proprietari. Il palazzo è stato costruito intorno al 1575 nel luogo dove sorgeva l'originaria rocca aldobrandesca di Santa Fiora, ed è caratterizzato da strutture murarie in pietra, dove si aprono finestre rettangolari e, al pian terreno, una serie di porte ad arco tondo. Nello stesso edificio è inoltre ospitato anche il Comune.

## Sale espositive
Il museo si articola in sei sale arredate con minerali, oggetti e strumenti di lavoro, e con ventidue pannelli che illustrano e approfondiscono una serie di tematiche di carattere storico, tecnico, antropologico e sociale, legate al mondo delle miniere sul Monte Amiata.
La prima sala (pannelli 1-4), dove sono situati anche la biglietteria e il bookshop, illustra il territorio del Monte Amiata in cui si è sviluppata l'industria mineraria, con carte geologiche e un plastico che riproduce i luoghi d'estrazione del cinabro. Un altro pannello fornisce al visitatore un excursus cronologico sulla storia estrattiva, partendo sin dal periodo preistorico e dalla civiltà etrusca: sono esposti reperti ritrovati nel corso di scavi archeologici, quali picconi, asce e mazze, a testimonianza che i giacimenti erano conosciuti fin dal III millennio a.C. (antiche tracce di lavorazioni minerarie sono state trovate nei pressi delle miniere del Cornacchino, di Cortevecchia, Siele, Solforate e Morone).
La seconda sala (pannelli 5-9) è volta a documentare l'evoluzione delle tecniche estrattive e degli strumenti utilizzati nel lavoro in miniera: si parla quindi dei sistemi di coltivazione (sistema per gradoni dritti, sistema per fette orizzontali montanti, quello per fette orizzontali discendenti, per sottolivelli o per lunghe fronti); dei lavori di abbattimento, ripiena, armamento, ventilazione e illuminazione; dell'organizzazione e la gestione del lavoro, con le categorie di operai (minatore, manovale, vagonista, locomotorista, imbocchino e arganista, stradino, tubaio, campionista, fuochino, meccanico, ripienista, perforatore, palista). Altri pannelli continuano l'itinerario cronologico avviato nella sala precedente illustrando la storia delle miniere amiatine dal Medioevo fino ai tempi moderni.
La terza sala (pannelli 10-11) è dedicata all'estrazione del cinabro e alle donne e i bambini che erano incaricati di selezionare il minerale da mandare ai forni. Inoltre funge anche da saletta video – viene proiettato un interessante documentario sulle miniere e la società amiatina tra il XIX e il XX secolo – e sono esposti numerosi strumenti del mestiere del minatore: il piccone, la sega a telaio, l'ascia, il martello perforatore, gli elmetti, le medagliette per i vagoni, la pala, il medagliere degli operai, la lampada ad acetilene, la maschera antipolvere, la maschera ad aria compressa e vari altri. Da questa sala si accede in più ad un'altra piccola stanza, in cui è stata allestita una discenderia con galleria, per ricostruire fedelmente un ambiente interno della miniera.
La quarta (pannelli 12-14) e la quinta sala (pannelli 15-20), situate entrambe al piano superiore, approfondiscono le caratteristiche fisico-chimiche del mercurio, l'influenza economica del mercurio sul mercato (produzione, vendita), per poi arrivare ad illustrare le conseguenze del lavoro in miniera nella vita dei minatori, come frane, esplosioni, ma anche malattie (idrargirismo, ipoacusia da rumore, silicosi, chiamata inizialmente "cornacchite"), e l'ambiente sociale dei sindacati, degli scioperi e delle lotte per la tutela dei lavoratori. Infine la visita giunge al termine con la storia contemporanea: cinque pannelli raccontano della chiusura delle miniere e della bonifica e recupero ambientale messi in atto per valorizzare i siti minerari. Nelle due sale è esposta dal 2008 una significativa collezione di minerali, donata al museo da Maria Cappelletti, in ricordo del marito Virio Boschini; dal 2011 sono presenti anche le collezioni di Simone Beccari e Adorno Franceschelli. Da qui si accede anche ai laboratori multimediali.
La sesta sala (pannelli 21-22) è un piccolo corridoio situato nuovamente al piano terra, alle spalle della biglietteria. Gli ultimi due pannelli offrono al visitatore un elenco completo delle miniere amiatine, con tutti i dati storici e geografici: la miniera del Cornacchino (Castell'Azzara), attiva dal 1872 al 1921; la miniera del Reto o di Montebuono (Sorano), 1886-1929; la miniera delle Solforate Schwarzenberg (Castell'Azzara), 1852-1940; la miniera dell'Abetina, o Argus (Piancastagnaio), 1917-1982; la miniera del Morone (Castell'Azzara), 1850-1982; la miniera di Abbadia San Salvatore, 1847-1982; la miniera di Pietrineri o di Bagni San Filippo (Castiglione d'Orcia), 1902-1979; la miniera di Bagnore (Santa Fiora-Arcidosso), 1920-1976; la miniera di Cortevecchia (Semproniano), 1898-1971; la miniera di Cerreto Piano (Scansano), 1898-1971; la miniera di Monte Labbro o Banditella (Arcidosso-Santa Fiora-Roccalbegna), 1919-1976; la miniera del Siele (Castell'Azzara-Piancastagnaio), 1846-1982; la miniera delle Solforate (Piancastagnaio), 1883-1982.